# Tony Awards 1971
Die Verleihung der 25. Tony Awards 1971 (25th Annual Tony Awards) fand am 28. März 1971 im Palace Theatre in New York City statt. Moderatoren der Veranstaltung waren Lauren Bacall, Angela Lansbury, Anthony Quayle und Anthony Quinn, als Laudatoren fungierten Dick Cavett, Carol Channing und Ruby Keeler. Ausgezeichnet wurden Theaterstücke und Musicals der Saison 1970/71, die am Broadway ihre Erstaufführung hatten. Die Preisverleihung wurde von der American Broadcasting Company im Fernsehen übertragen. Die Zeremonie sah einen Rückblick auf die erfolgreichsten Musicals der letzten 25 Jahre vor.

## Hintergrund
Die Antoinette Perry Awards for Excellence in Theatre, oder besser bekannt als Tony Awards, werden seit 1947 jährlich in zahlreichen Kategorien für herausragende Leistungen bei Broadway-Produktionen und -Aufführungen der letzten Theatersaison vergeben. Zusätzlich werden verschiedene Sonderpreise, z. B. der Regional Theatre Tony Award, verliehen. Benannt ist die Auszeichnung nach Antoinette Perry. Sie war 1940 Mitbegründerin des wiederbelebten und überarbeiteten American Theatre Wing (ATW). Die Preise wurden nach ihrem Tod im Jahr 1946 vom ATW zu ihrem Gedenken gestiftet und werden bei einer jährlichen Zeremonie in New York City überreicht.

## Gewinner und Nominierte

### Theaterstücke
| Kategorie                            | Preisträger                                      | Theaterstück                                          | Nominierungen |
| Bestes Theaterstück                  | Anthony Shaffer                                  | Sleuth                                                | - Home – David Storey - The Philanthropist – Christopher Hampton - Paul Sills’ Story Theatre – Paul Sills                                                                   |
| Bester Produzent Theaterstück        | Helen Bonfils, Morton Gottlieb und Michael White | Sleuth                                                | |
| Bester Hauptdarsteller Theaterstück  | Brian Bedford                                    | The School for Wives als Arnolphe                     | - John Gielgud in Home als Harry - Alec McCowen in The Philanthropist als Philip - Ralph Richardson in Home als Jack                                                        |
| Beste Hauptdarstellerin Theaterstück | Maureen Stapleton                                | The Gingerbread Lady als Evy Meara                    | - Estelle Parsons in And Miss Reardon Drinks A Little als Catherine Reardon - Diana Rigg in Abelard and Heloise als Heloise - Marian Seldes in Father’s Day als Marian      |
| Bester Nebendarsteller Theaterstück  | Paul Sand                                        | Paul Sills’ Story Theatre als Verschiedene Charaktere | - Ronald Radd in Abelard and Heloise als Gilies de Vannes - Donald Pickering in Conduct Unbecoming als Capt. Rupert Harper - Ed Zimmermann in The Philanthropist als Donald |
| Beste Nebendarstellerin Theaterstück | Rae Allen                                        | And Miss Reardon Drinks A Little als Fleur Stein      | - Lili Darvas in Les Blancs als Madame Neilsen - Joan Van Ark in The School for Wives als Agnes - Mona Washbourne in Home als Kathleen                                      |
| Beste Theaterregie                   | Peter Brook                                      | A Midsummer Night’s Dream                             | - Lindsay Anderson – Home - Stephen Porter – The School for Wives - Clifford Williams – Sleuth                                                                              |

### Musicals
| Kategorie                       | Preisträger                            | Musical                                     | Nominierungen |
| Bestes Musical                  | George Furth                           | Company                                     | - The Me Nobody Knows - The Rothschilds |
| Bester Produzent Musical        | Harold Prince                          | Company                                     | |
| Bester Hauptdarsteller Musical  | Hal Linden                             | The Rothschilds als Mayer Rothschild        | - David Burns in Lovely Ladies, Kind Gentlemen als Col. Wainwright Purdy III - Larry Kert in Company als Bobby - Bobby Van in No, No, Nanette als Billy Early |
| Beste Hauptdarstellerin Musical | Helen Gallagher                        | No, No, Nanette als Lucille Early           | - Susan Browning in Company als April - Sandy Duncan in The Boy Friend als Maisie - Elaine Stritch in Company als Joanne                                      |
| Bester Nebendarsteller Musical  | Keene Curtis                           | The Rothschilds als Verschiedene Charaktere | - Charles Kimbrough in Company als Harry - Walter Willison in Two by Two als Japheth                                                                          |
| Beste Nebendarstellerin Musical | Patsy Kelly                            | No, No, Nanette als Pauline                 | - Barbara Barrie in Company als Sarah - Pamela Myers in Company als Marta                                                                                     |
| Bestes Musicallibretto          | George Furth                           | Company                                     | - Robert H. Livingston und Herb Schapiro – The Me Nobody Knows - Sherman Yellen – The Rothschilds                                                             |
| Beste Originalmusik             | Stephen Sondheim (Musik und Liedtexte) | Company                                     | - The Rothschilds – Jerry Bock (Musik) und Sheldon Harnick (Liedtexte) - The Me Nobody Knows – Gary William Friedman (Musik) und Will Holt (Liedtexte)        |
| Beste Musicalregie              | Harold Prince                          | Company                                     | - Michael Kidd – The Rothschilds - Robert H. Livingston – The Me Nobody Knows - Burt Shevelove – No, No, Nanette                                              |

### Theaterstücke oder Musicals
| Kategorie           | Preisträger        | Theaterstück bzw. Musical | Nominierungen                                                                                          |
| Bestes Bühnenbild   | Boris Aronson      | Company                   | - John Bury – The Rothschilds - Sally Jacobs – A Midsummer Night’s Dream - Jo Mielziner – Father’s Day |
| Beste Choreographie | Donald Saddler     | No, No, Nanette           | - Michael Bennett – Company - Michael Kidd – The Rothschilds                                           |
| Beste Kostüme       | Raoul Pene Du Bois | No, No, Nanette           | - Jane Greenwood – Hay Fever and Les Blancs - Freddy Wittop – Lovely Ladies, Kind Gentlemen            |
| Bestes Lichtdesign  | R.H. Poindexter    | Paul Sills’ Story Theatre | - Robert Ornbo – Company - William Ritman – Sleuth                                                     |

### Sonderpreise (ohne Wettbewerb)
| Kategorie          | Preisträger                                            | Grund der Preisverleihung                                  |
| Special Tony Award | Elliot Norton (Theaterkritiker)                        | Für hervorragende Theaterkritiken                          |
| Special Tony Award | Ingram Ash (Präsident von Blaine-Thompson Advertising) | Für seine jahrzehntelangen treuen Dienste für das Theater. |
| Special Tony Award | Playbill                                               | Für ihre Chronik des Broadway im Laufe der Jahre           |
| Special Tony Award | Roger L. Stevens                                       |                                                            |

## Statistik

### Mehrfache Nominierungen
- 14 Nominierungen: Company
- 9 Nominierungen: No, No, Nanette und The Rothschilds
- 5 Nominierungen: Home und The Me Nobody Knows
- 3 Nominierungen: Paul Sills’ Story Theatre, The Philanthropist, The School for Wives und Sleuth
- 2 Nominierungen: Abelard and Heloise, And Miss Reardon Drinks A Little, Father’s Day, Les Blancs, Lovely Ladies, Kind Gentlemen und A Midsummer Night’s Dream

### Mehrfache Gewinne
- 6 Gewinne: Company
- 4 Gewinne: No, No, Nanette
- 2 Gewinne: Paul Sills’ Story Theatre und The Rothschilds